# ویلهلمسبورگ، اتریش
ویلهلمسبورگ  (به آلمانی: Wilhelmsburg) یک شهر در اتریش است که در ناحیه زانکت پولتن-لاند واقع شده‌است. ویلهلمسبورگ ۴۵٫۷۶ کیلومتر مربع مساحت دارد ۳۲۱ متر بالاتر از سطح دریا واقع شده‌است.